# Orlando Brandes
Orlando Brandes (Urubici, 13 aprile 1946) è un arcivescovo cattolico brasiliano, dal 16 novembre 2016 arcivescovo metropolita di Aparecida.

## Biografia
Orlando Brandes è nato il 13 aprile 1946 ad Urubici, diocesi di Lages e Stato federato di Santa Catarina, nella parte meridionale del Brasile.
Ha ricevuto l'ordinazione sacerdotale il 6 luglio 1974 a Francisco Beltrão; si è incardinato, ventottenne, come presbitero della diocesi di Lages.

### Ministero episcopale
Il 9 marzo 1994 papa Giovanni Paolo II lo ha nominato 3º vescovo di Joinville; è succeduto al settantacinquenne Gregório Warmeling, dimissionario per raggiunti limiti d'età. Ha ricevuto la consacrazione episcopale il successivo 5 giugno, presso la cattedrale di San Francesco Saverio a Joinville, per imposizione delle mani di João Oneres Marchiori, vescovo di Lages, assistito dai co-consacranti Eusébio Oscar Scheid, arcivescovo metropolita di Florianópolis e futuro cardinale, e monsignor Warmeling, suo predecessore; ha preso possesso della sua sede durante la stessa cerimonia. Come suo motto episcopale il neo vescovo Brandes ha scelto Somos operários de Deus, che tradotto vuol dire "Siamo operai di Dio".
Il 10 maggio 2006 papa Benedetto XVI lo ha promosso arcivescovo metropolita di Londrina; è succeduto al settantaseienne Albano Bortoletto Cavallin, dimissionario per raggiunti limiti d'età. Il 29 giugno seguente, giorno della solennità dei Santi Pietro e Paolo, si è recato presso la basilica di San Pietro in Vaticano, dove il Pontefice gli ha imposto il pallio, simbolo di comunione tra la Santa Sede e il metropolita. Ha preso possesso dell'arcidiocesi, nella cattedrale del Sacro Cuore di Gesù a Londrina, il 23 luglio dello stesso anno.
Il 16 novembre 2016 papa Francesco lo ha trasferito alla sede metropolitana di Aparecida; è succeduto al settantanovenne cardinale Raymundo Damasceno Assis, dimissionario per raggiunti limiti d'età. Ha preso possesso della basilica di Nostra Signora di Aparecida, facendo il proprio ingresso in arcidiocesi, il 21 gennaio 2017. Il 29 giugno seguente si è recato nuovamente nella basilica vaticana, dove il pontefice gli ha consegnato il pallio, che gli è stato imposto in una cerimonia successiva.
Il 17 maggio 2019 è stato nominato amministratore apostolico sede vacante di Limeira, dopo le dimissioni del vescovo Vilson Dias de Oliveira, D.C., accusato di appropriazione indebita assieme a padre Leandro Ricardo, che è stato anche sospeso dal suo ordine e accusato dalla magistratura di abuso sessuale su minori nelle parrocchie in cui è passato; ha ricoperto tale incarico fino al 20 novembre dello stesso anno, giorno della nomina a vescovo di José Roberto Fortes Palau, trasferito dalla sede titolare di Acufida e dall'ufficio di vescovo ausiliare di São Paulo.

## Genealogia episcopale
La genealogia episcopale è:
- Cardinale Scipione Rebiba
- Cardinale Giulio Antonio Santori
- Cardinale Girolamo Bernerio, O.P.
- Arcivescovo Galeazzo Sanvitale
- Cardinale Ludovico Ludovisi
- Cardinale Luigi Caetani
- Cardinale Ulderico Carpegna
- Cardinale Paluzzo Paluzzi Altieri degli Albertoni
- Papa Benedetto XIII
- Papa Benedetto XIV
- Papa Clemente XIII
- Cardinale Marcantonio Colonna
- Cardinale Giacinto Sigismondo Gerdil, B.
- Cardinale Giulio Maria della Somaglia
- Cardinale Carlo Odescalchi, S.I.
- Cardinale Costantino Patrizi Naro
- Cardinale Lucido Maria Parocchi
- Papa Pio X
- Cardinale Gaetano De Lai
- Cardinale Raffaele Carlo Rossi, O.C.D.
- Cardinale Amleto Giovanni Cicognani
- Arcivescovo Carmine Rocco
- Vescovo José Oneres Marchiori
- Arcivescovo Orlando Brandes

La successione apostolica è:
- Vescovo José Gislon, O.F.M.Cap. (2012)